# Wild Seed - Wild Flower
| Recensione                    | Giudizio |
| ----------------------------- | -------- |
| AllMusic                      |          |
| Chicago Tribune               |          |
| Encyclopedia of Popular Music |          |
| The Guardian                  |          |
| Los Angeles Times             |          |
| Rolling Stone                 |          |

Wild Seed - Wild Flower è l'album di debutto della cantante statunitense Dionne Farris, pubblicato il 25 ottobre 1994 dall'etichetta discografica Columbia.

## Descrizione
Il disco è stato prodotto dopo il successo ottenuto dalla cantante dalla collaborazione con gli Arrested Development avvenuta nei primi anni novanta in collaborazione con i musicisti del gruppo Follow for Now, David Harris e Milton Davis. L'artista collaborò con loro per la realizzazione del demo che servì alla Sony per scegliere di mettere sotto contratto l'artista, nella divisione della Columbia.
Tra gli altri produttori del disco figurano anche Randy Jackson e David Frank e nell'album è presente una cover del brano Blackbird dei Beatles.
L'album è stato supportato dal primo singolo I Know, che ottenne un notevole successo commerciale e radiofonico, venendo inoltre candidato ad un Grammy Award nel 1996 nella categoria "miglior interpretazione vocale pop femminile"

## Accoglienza e critica
Il brano ha avuto contrastanti recensioni da parte della critica. Giudicato positivamente da testate come Rolling Stone, ha invece ricevuto giudizi spietati da altri critici musicali come Brent Mann che giudicò i brani che componevano l'album "mancavano di energia" ed erano "faticosi e pesanti". Al contrario, Tom Demalon di AllMusic scrisse che l'album "il fascino è molto più profondo e contagioso" di quello del singolo di successo.
Nonostante il successo del singolo trainante, anche le vendite del disco non furono alte.

## Tracce
CD Columbia (CK 57359 (Sony) / EAN 0074645735924)
1. I Know – 3:47 (Milton David, William DuVall)
2. Reality – 4:41 (Dionne Farris, Billy Fields, Skitch Lovett)
3. Stop to Think – 5:28 (Dionne Farris, Lenny Kravitz)
4. Passion – 5:42 (Dionne Farris, Billy Fields, Skitch Lovett)
5. Food for Thought – 6:33 (Dionne Farris, David Harris)
6. Now or Later – 5:17 (Dionne Farris, Billy Fields, Skitch Lovett)
7. Don't Even Touch Me (Again) – 4:25 (Dionne Farris, David Harris)
8. 11th Hour – 4:45 (Dionne Farris, David Frank)
9. Water – 4:05 (Dionne Farris, Billy Fields)
10. Blackbird – 3:08 (John Lennon, Paul McCartney)
11. Old Ladies (discussion of Blackbird) – 0:27 (Dionne Farris)
12. Human – 3:04 (Dionne Farris)
13. Find Your Way – 5:40 (Dionne Farris, Tim Heintz, Randy Jackson)
14. The Audition (skit) – 1:38
15. I Know (NY Reprise Mix) – 3:49 (Milton David, William DuVall)

Durata totale: 62:29

## Classifiche
| Paese     | Posizione massima |
| --------- | ----------------- |
| Australia | 42                |
| Germania  | 85                |

## Crediti e formazione
- Dionne Farris - voce, arrangiamenti vocali e d'archi
- Paul Barrere - slide
- Bruce Gaitsch - chitarra
- Skitch Lovett - chitarra
- Tony Ruffin - chitarra
- David Ryan Harris - chitarra, tastiera, batteria, percussioni, cori
- Billy Fields - tastiere
- David Harris - tastiere
- Tim Heintz - tastiere
- David Kahne - tastiere
- Carl Young - tastiere
- Steve Twyman - organo
- Milton Davis - basso
- Randy Jackson - basso
- Lonnie Marshall - basso
- Anthony Johnson - batteria
- Ju Ju House - batteria
- John Mitchell - batteria, percussioni
- Pete Escovedo - percussioni
- Jeff Haynes - percussioni
- Joel Derouin - violino
- Suzie Katayama - violoncello
- Russell Mullen - tromba
- Leesa Richars - cori
- Terry Shelton - cori